# Лирде
Лирде (нидерл. Lierde) — бельгийская коммуна, расположенная во Фламандском регионе (провинция Восточная Фландрия, регион Дендерланд). На 40 км западнее Брюсселя. Население — 6497 чел. (1 января 2011). Площадь — 26,13 км2.
Лирде включает районы Дефтинге, Хемельвеердегем, Синт-Мариа-Лирде и Синт-Мартенс-Лирде. Ближайшие автодороги — A10/E 40.